# Sciara
Sciara è un comune italiano di 2 433 abitanti della città metropolitana di Palermo in Sicilia.

## Storia
La cittadina è stata fondata da Filippo Notarbartolo Cipolla sul territorio del feudo omonimo appartenente alla baronessa Eleonora Cipolla.

## Eventi

### Manifestazioni
Principali manifestazioni della città di Sciara sono:
- Anniversario dell'uccisione di Salvatore Carnevale, sindacalista ucciso dalla mafia - 16 maggio

- Sciara Street Food Fest - Festival del cibo di strada

- Festa Patronale del SS. Crocifisso - prima domenica d'agosto

- Palio di Sant'Eligio - Ultima domenica di settembre

- Processione storica dell'Immacolata Compatrona di Sciara - 8 dicembre

## Società

### Evoluzione demografica
Abitanti censiti

## Media

### Radio
- Radio Madonie Centrale (emittente non più attiva)

## Amministrazione
Di seguito è presentata una tabella relativa alle amministrazioni che si sono succedute in questo comune.
| Periodo         | Periodo           | Primo cittadino           | Partito                            | Carica  | Note  |
| --------------- | ----------------- | ------------------------- | ---------------------------------- | ------- | ----- |
| 23 giugno 1988  | 25 settembre 1991 | Salvatore Antonino Cavera | Democrazia Cristiana               | Sindaco | [ 5 ] |
| 16 gennaio 1992 | 10 febbraio 1994  | Mario Filippello          | Partito Democratico della Sinistra | Sindaco | [ 5 ] |
| 13 giugno 1994  | 25 maggio 1998    | Nicola Ravidà             | lista civica                       | Sindaco | [ 5 ] |
| 25 maggio 1998  | 27 maggio 2003    | Salvatore Antonino Cavera | lista civica                       | Sindaco | [ 5 ] |
| 27 maggio 2003  | 17 giugno 2008    | Salvatore Antonino Cavera | lista civica                       | Sindaco | [ 5 ] |
| 17 giugno 2008  | 11 giugno 2013    | Salvatore Rini            | Partito Democratico                | Sindaco | [ 5 ] |
| 11 giugno 2013  | in carica         | Salvatore Rini            | lista civica                       | Sindaco | [ 5 ] |